# Partido Democrático Independente
Partido Democrático Independente foi uma sigla partidária brasileira que disputou as eleições de 1985 e 1986, sendo extinto logo em seguida. Utilizava o número 39.

## Trajetória política
O PDI encaminhou seu pedido de registro ao TSE em junho de 1985. A base do partido era o estado de Minas Gerais, tendo diretórios ainda em Goiás, no Espírito Santo e no Distrito Federal. Seu principal líder, o advogado Sebastião Martins, considerava-se um "nacionalista", apesar de não possuir experiência política.
Suas propostas incluíam: o apoio ao programa de reformas do presidente José Sarney, a adoção de medidas enérgicas de combate à inflação e o rompimento com o Fundo Monetário Internacional (FMI). Era, também, favorável à implementação do salário-desemprego.
Nas eleições de 1985 e 1986, o partido não conseguiu eleger nenhum candidato. Após o pleito neste último ano, o PDI encerrou suas atividades.